# Le Héron
Le Héron ist eine ehemalige französische Gemeinde mit 250 Einwohnern (Stand: 1. Januar 2022) im Département Seine-Maritime in der Region Normandie. Sie gehörte zum Arrondissement Dieppe. Die Bewohner werden Héronnais und Héronnaises genannt.
Der Erlass des Präfekten vom 2. Dezember 2024 legte mit Wirkung zum 1. Januar 2025 die Eingliederung von Le Héron als Commune déléguée zusammen mit der früheren Gemeinde Morville-sur-Andelle zur Commune nouvelle Morville-le-Héron fest. Der Name der Commune nouvelle wurde in einem separaten Erlass nachträglich geändert.

## Geografie

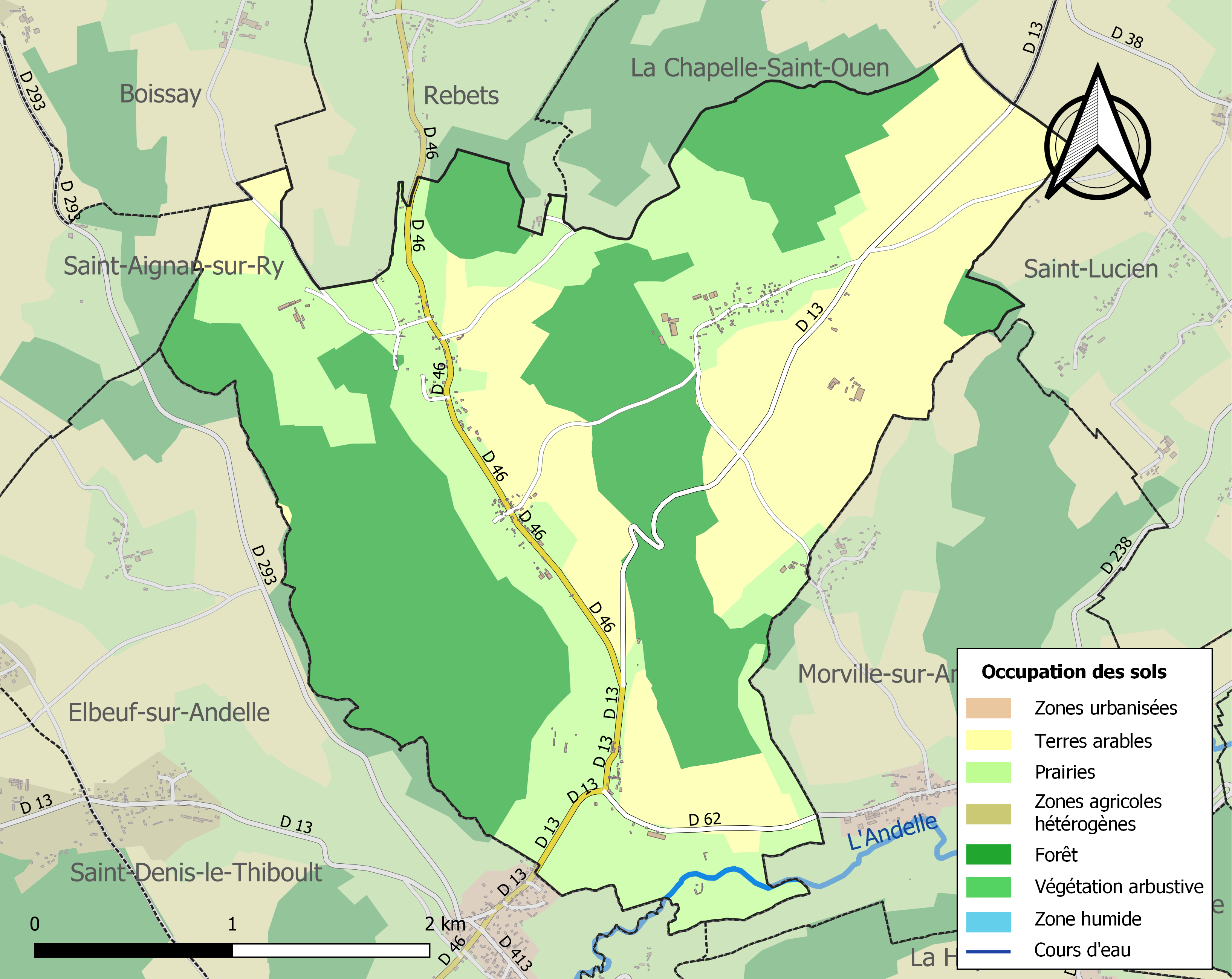
Bodennutzung, Hydrografie und Infrastruktur von Le Héron (2018)

Le Héron liegt etwa 22 Kilometer ostnordöstlich von Rouen und etwa 54 Kilometer südsüdöstlich von Dieppe in der Région naturelle des Pays de Bray.
Das Ortsgebiet befindet sich im Einzugsgebiet der Seine und wird von der Andelle, die das südliche Ortsgebiet von Ost nach West mit ihren Seitenarmen durchströmt, und vom Héron entwässert, der das Ortsgebiet von Nord nach Süd durchquert.
Das Bodenrelief zeigt beiderseits des Héron und nördlich der Andelle markante Aufsteigungen mit bis zu 90 Höhenmeter großen Differenzen zu den Flusstälern. Das Ortszentrum im Weiler le Mesnil liegt auf etwa 85 m. Die höchste Erhebung mit 183 m wird mit der Butte au Muguet im äußersten Nordosten gemessen, die niedrigste mit 62 m im Süden beim Austritt der Andelle aus dem Ortsgebiet.
Teile des Gebiets von Le Héron gehören zum Natura 2000-Schutzgebiet „Pays de Bray – Cuestas Nord et Sud“ (FR2300133) und von zwei ZNIEFF-Naturzonen.
60 % der Fläche von Le Héron werden landwirtschaftlich genutzt, 40 % sind bewaldet (Stand: 2018).
Le Héron wird umgeben von den Nachbargemeinden Rebets im Norden, La Chapelle-Saint-Ouen im Norden und Nordosten und Saint-Lucien im Nordosten, von der Commune déléguée Morville-sur-Andelle im Osten und Südosten sowie von den Nachbargemeinden Croisy-sur-Andelle im Süden, Elbeuf-sur-Andelle im Westen und Südwesten, Saint-Aignan-sur-Ry im Westen und Nordwesten und Boissay im Nordwesten.

## Bevölkerungsentwicklung
| Le Héron: Einwohnerzahlen von 1793 bis 2020                                                                                | Le Héron: Einwohnerzahlen von 1793 bis 2020 | Le Héron: Einwohnerzahlen von 1793 bis 2020 | Le Héron: Einwohnerzahlen von 1793 bis 2020 | Le Héron: Einwohnerzahlen von 1793 bis 2020 |
| --- | ------------------------------------------- | ------------------------------------------- | ------------------------------------------- | ------------------------------------------- |
| Jahr |                                             |                                             |                                             | Einwohner                                   |
| 1793 | 1793                                        |                                             | 389                                         | 389                                         |
| 1800 | 1800                                        |                                             | 300                                         | 300                                         |
| 1806 | 1806                                        |                                             | 467                                         | 467                                         |
| 1821 | 1821                                        |                                             | 409                                         | 409                                         |
| 1831 | 1831                                        |                                             | 369                                         | 369                                         |
| 1836 | 1836                                        |                                             | 369                                         | 369                                         |
| 1841 | 1841                                        |                                             | 354                                         | 354                                         |
| 1846 | 1846                                        |                                             | 366                                         | 366                                         |
| 1851 | 1851                                        |                                             | 357                                         | 357                                         |
| 1856 | 1856                                        |                                             | 365                                         | 365                                         |
| 1861 | 1861                                        |                                             | 366                                         | 366                                         |
| 1866 | 1866                                        |                                             | 334                                         | 334                                         |
| 1872 | 1872                                        |                                             | 317                                         | 317                                         |
| 1876 | 1876                                        |                                             | 303                                         | 303                                         |
| 1881 | 1881                                        |                                             | 292                                         | 292                                         |
| 1886 | 1886                                        |                                             | 286                                         | 286                                         |
| 1891 | 1891                                        |                                             | 308                                         | 308                                         |
| 1896 | 1896                                        |                                             | 325                                         | 325                                         |
| 1901 | 1901                                        |                                             | 274                                         | 274                                         |
| 1906 | 1906                                        |                                             | 266                                         | 266                                         |
| 1911 | 1911                                        |                                             | 277                                         | 277                                         |
| 1921 | 1921                                        |                                             | 262                                         | 262                                         |
| 1926 | 1926                                        |                                             | 283                                         | 283                                         |
| 1931 | 1931                                        |                                             | 233                                         | 233                                         |
| 1936 | 1936                                        |                                             | 209                                         | 209                                         |
| 1946 | 1946                                        |                                             | 263                                         | 263                                         |
| 1954 | 1954                                        |                                             | 269                                         | 269                                         |
| 1962 | 1962                                        |                                             | 259                                         | 259                                         |
| 1968 | 1968                                        |                                             | 233                                         | 233                                         |
| 1975 | 1975                                        |                                             | 239                                         | 239                                         |
| 1982 | 1982                                        |                                             | 242                                         | 242                                         |
| 1990 | 1990                                        |                                             | 236                                         | 236                                         |
| 1999 | 1999                                        |                                             | 231                                         | 231                                         |
| 2006 | 2006                                        |                                             | 242                                         | 242                                         |
| 2013 | 2013                                        |                                             | 250                                         | 250                                         |
| 2020 | 2020                                        |                                             | 250                                         | 250                                         |
| Quelle(n): EHESS/Cassini bis 1999, INSEE ab 2006 Anmerkung(en): Ab 1962 offizielle Zahlen ohne Einwohner mit Zweitwohnsitz |                                             |                                             |                                             |                                             |

## Sehenswürdigkeiten
- Ruinen der Pfarrkirche Notre-Dame-et-Saint-Gilles und vormals Priorat der Benediktiner aus dem 12. Jahrhundert mit Umbauten aus dem 17. und 18. Jahrhundert, 1879 durch Brand zerstört
- Ruinen des Schlosses Le Héron mit Park aus dem 17. und 19. Jahrhundert, 1948 abgerissen
- Herrenhaus Malvoisine, Ende des 16. Jahrhunderts erbaut, seit 1993 als Monument historique eingeschrieben, dargestellt im Zeichentrickspielfilm Gute Reise, Charlie Brown (1980) als Château du Mal Voisin
- Ehemalige Friedhofskapelle und heutige Pfarrkirche Saint-Michel, 1868 erbaut, seit 1989 als Monument historique eingeschrieben

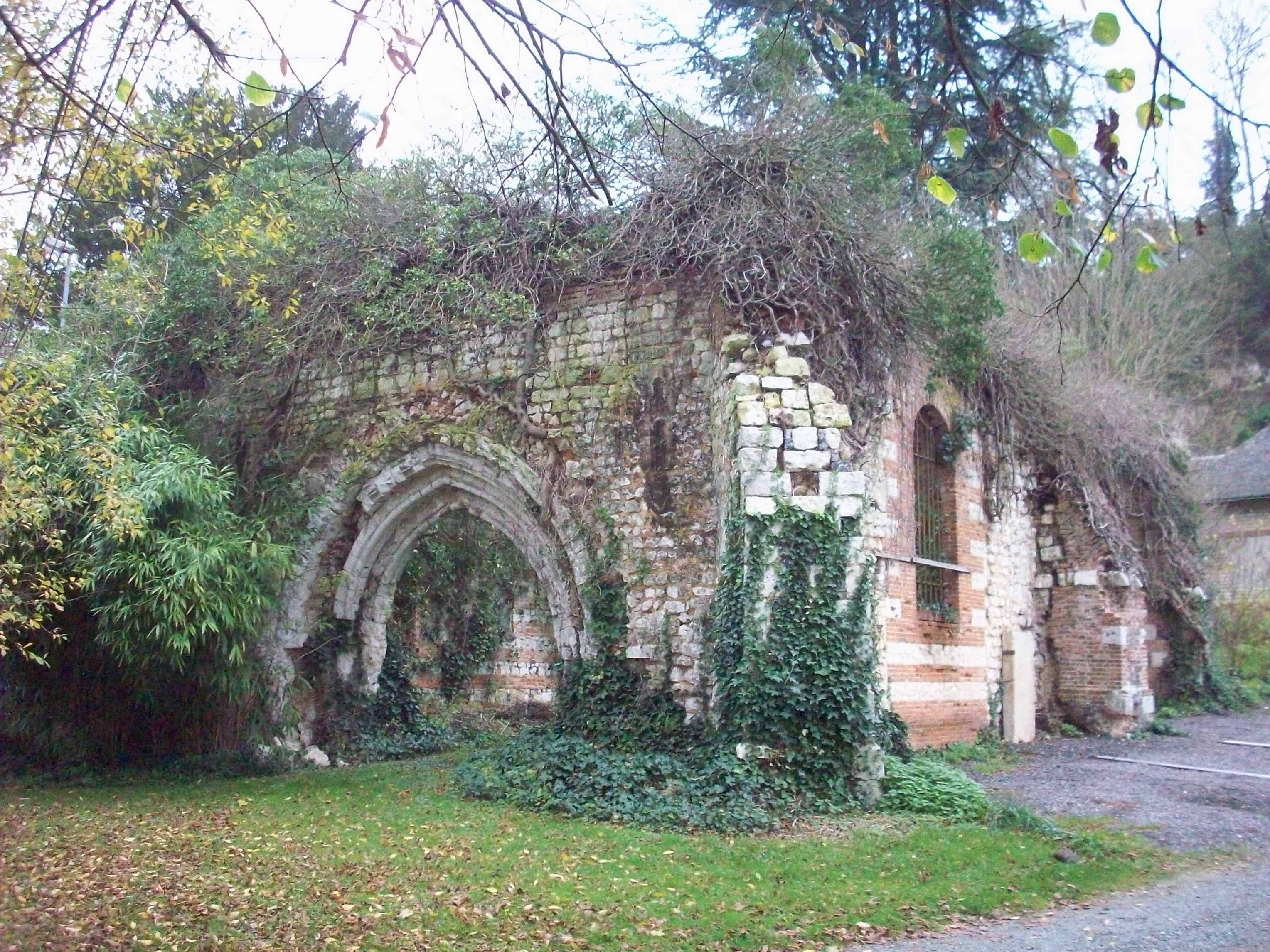
Ruinen der Kirche Notre-Dame-et-Saint-Gilles
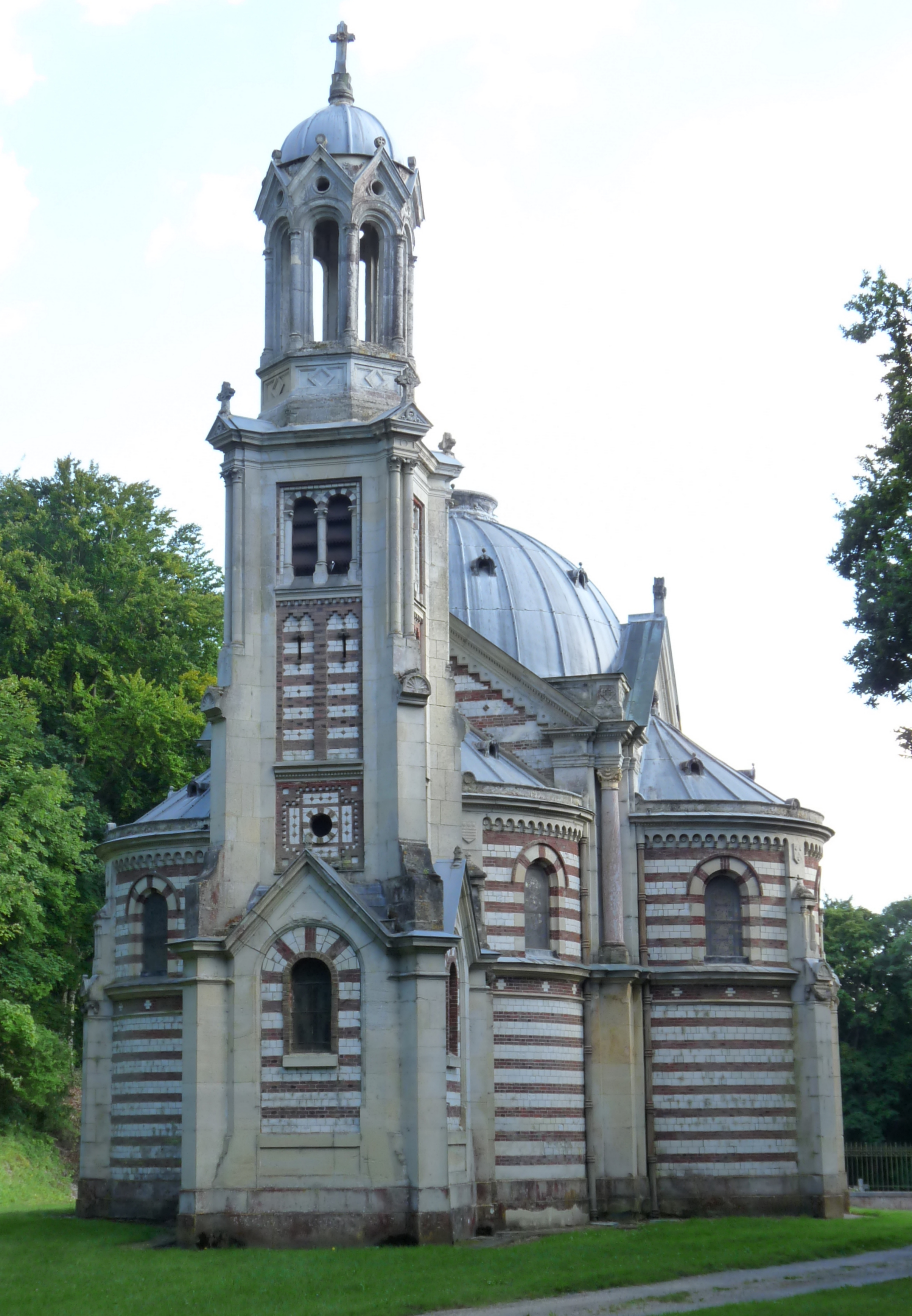
Kirche Saint-Michel